# Lundi
Lundi (także Runde) – rzeka w Zimbabwe. 
Jej źródło znajduje się w środkowej części kraju, w pobliżu miasta Gweru. Lundi płynie w kierunku południowo-wschodnim aż do ujścia do rzeki Sabi (która na dalszym odcinku nosi nazwę Save), znajdującego się na granicy mozambicko-zimbabweńskiej.
Długość rzeki wynosi 418 km.